# 恋はくえすちょん
「恋はくえすちょん」（こいはくえすちょん）は、おニャン子クラブの6枚目のシングルとして1986年11月1日にキャニオン・レコード（現・ポニーキャニオン）から発売された。

## 解説
フジテレビ系アニメ『あんみつ姫』テーマソング。メインボーカルは両面とも永田ルリ子,岩井由紀子,白石麻子,生稲晃子。ジャケット撮影時、弓岡真美,岡本貴子,高畠真紀は所属していたが写っておらず、発売翌月に卒業となった。

## 発売後
2005年、『森田一義アワー 笑っていいとも!』コーナー「やっと解決 私の疑問はみんなのギモン」で冒頭の音楽に使用された。

## 収録曲
全作詞:秋元康
1. 恋はくえすちょん
  - 作曲・編曲:見岳章
  - フジテレビ系アニメ『あんみつ姫』オープニングテーマ[2]
2. あんみつ大作戦
  - 作曲:長沢ヒロ　編曲:山川恵津子
  - フジテレビ系アニメ『あんみつ姫』エンディングテーマ

## 収録作品
- NON-STOP おニャン子 (#1)
- 家宝 (#1)
- おニャン子クラブ ベスト (#1)
- おニャン子クラブA面コレクション Vol.3 (#1)
- おニャン子クラブB面コレクション Vol.3 (#2)
- MYこれ!クション おニャン子クラブBEST (#1)
- 「おニャン子クラブ」SINGLESコンプリート
- Myこれ!チョイス 14 「夢カタログ」+シングルコレクション
- おニャン子クラブ大全集 for HiQualityCD 上・下巻 限定CD-BOX

## カバー
恋はくえすちょん
- 橋本潮 - 日本コロムビア版カバー音源。1987年3月1日発売のカセットテープ『ベスト6曲シリーズ』（規格品番：CMY-685）などに収録
- 桃井はるこ - 2007年発売『桃井はるこ COVER BEST カバー電車』収録
- ピコっ娘クラブ - 2008年発売『ピコ萌え!Future8bitシリーズ1〜リアルアイドルアニメソングス〜』収録